# دمشق الكبرى

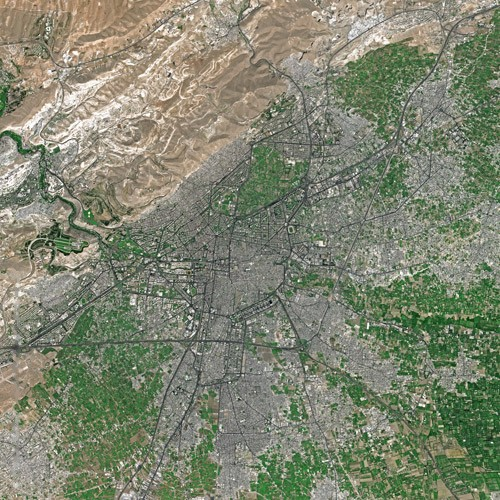
خارطة بالأقمار الصناعية لمناطق دمشق الكبرى.

دمشق الكبرى، هو المصطلح الذي يشير إلى المناطق السكانية الملتصقة بمدينة دمشق وتشكل معها وحدة جغرافية واقتصادية، غير أنها ليست تابعة لمدينة دمشق من الناحية الإدارية. فمع توسع المدينة نتيجة الهجرة من الريف أو من المدن السورية الأخرى، نشأت هذه الضواحي السكنية، وكذلك فإن ارتفاع مستوى الأسعار داخل مدينة دمشق دفع لانتقال أعداد من أهل المدينة إلى الضواحي الأقل تكلفة؛ ومن الشائع - كما في عدد كبير من مناطق العالم - أن يكون مكان استقرار الأفراد في المدينة، بينما مركز عملهم في الضواحي، أو العكس. أيضًا، وكما في أحياء دمشق خارج السور، فإن بعض ضواحي دمشق، كانت تعتبر مدن أو بلدات مستقلة ومنفصلة عن دمشق، بينما بعضها الآخر أنشأ خلال القرن العشرين لاستيعاب التوسع العددي؛ وقد جاء التوسع في ضواحي المدينة على حساب بساتين الغوطة التقليدية. أول هذه الضواحي هو مخيم اليرموك، الذي له وضع الإداري "مدينة"، ويعتبر تابعًا لمحافظة دمشق؛ وقد أنشأ في أعقاب حربي 1948 و1967، وعماد سكانه من فلسطيني سوريا، غير أنه يحوي أيضًا عائلات سورية مستقرة مثلما توجد عائلات فلسطينية مستقرة خارج المخيم؛ وأما الضواحي الأخرى فأقربها إلى مركز المدينة جرمانا، وقدسيا، وأبعدها صحنايا وأشرفية صحنايا، وأما الضواحي الأخرى التي لها وضع مدينة فأهمها زملكا، وعربين، ودوما، وحرستا، ومعضمية الشام؛ من ناحية إدارية تعتبر هذه الضواحي تابعة لمحافظة ريف دمشق، ويقع مقرها في حرستا؛ وخلال الأزمة السورية أفضت المعارك والقصف، إلى دمار واسع في عدد كبير من هذه الضواحي، فضلاً عن هجرة معظم سكانها لداخل مدينة دمشق أو مناطق سورية أخرى.